# 紀行景
紀 行景（き の ゆきかげ、生没年不詳）は、鎌倉時代の人物、北面武士。山柄行景とも。左衛門尉。内所。

## 略歴
蹴鞠の名手であり建仁元年（1201年）、蹴鞠に熱中した源頼家は上皇の承認を受けて行景を京から鎌倉の大江邸へ招き師範とした。承元3年（1209年）には、後鳥羽上皇、大輔房源性らと共に蹴鞠をした記録が残っている。

## 関連作品
- 草燃える（1979年、NHK大河ドラマ） - 演：坂口芳貞